# Alandroal
Alandroal – miejscowość w Portugalii, leżąca w dystrykcie Évora, w regionie Alentejo w podregionie Alentejo Central. Miejscowość jest siedzibą gminy o tej samej nazwie.

## Zabytki
- Zamek w Alandroal

## Demografia
| Liczba ludności gminy Alandroal (1801–2011) | Liczba ludności gminy Alandroal (1801–2011) | Liczba ludności gminy Alandroal (1801–2011) | Liczba ludności gminy Alandroal (1801–2011) | Liczba ludności gminy Alandroal (1801–2011) | Liczba ludności gminy Alandroal (1801–2011) | Liczba ludności gminy Alandroal (1801–2011) | Liczba ludności gminy Alandroal (1801–2011) | Liczba ludności gminy Alandroal (1801–2011) | Liczba ludności gminy Alandroal (1801–2011) |
| ------------------------------------------- | ------------------------------------------- | ------------------------------------------- | ------------------------------------------- | ------------------------------------------- | ------------------------------------------- | ------------------------------------------- | ------------------------------------------- | ------------------------------------------- | ------------------------------------------- |
| 1801                                        | 1849                                        | 1900                                        | 1930                                        | 1960                                        | 1981                                        | 1991                                        | 2001                                        | 2004                                        | 2011                                        |
| 1 541                                       | 4 651                                       | 7 493                                       | 10 444                                      | 12 089                                      | 8 124                                       | 7 347                                       | 6 585                                       | 6 293                                       | 5 843                                       |

## Sołectwa
Sołectwa gminy Alandroal (ludność wg stanu na 2011 r.)::
- Alandroal – 1873 osoby
- Capelins – 527 osób
- Juromenha – 107 osób
- São Brás dos Matos – 364 osoby
- Santiago Maior – 2205 osób
- Terena – 767 osób